# Sala Amós Salvador

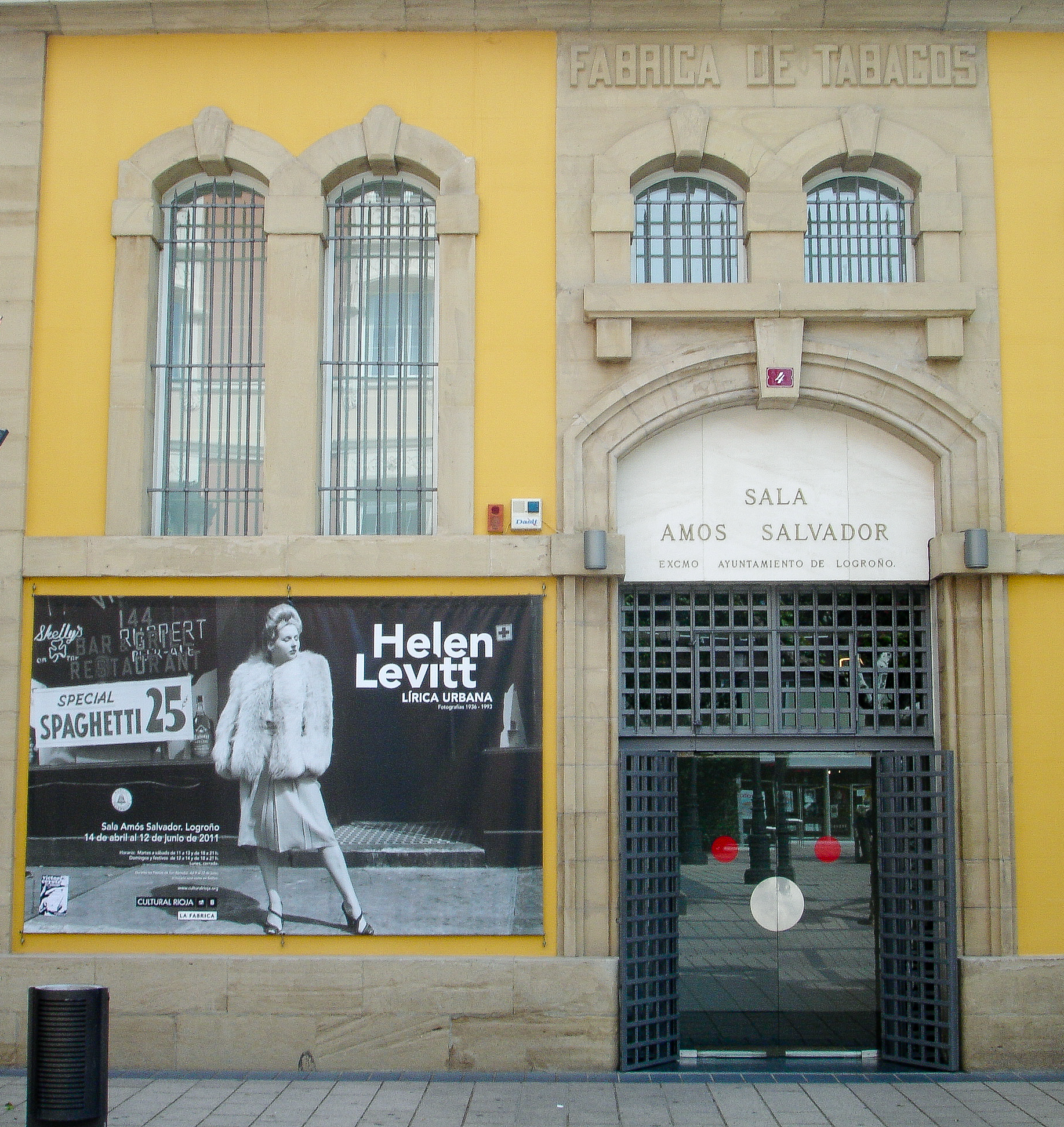
Sala Amos Salvador

La Sala Amós Salvador de Logroño, es un espacio expositivo especializado en arte contemporáneo situado en pleno Centro Histórico de la ciudad. Ha expuesto de manera colectiva a artistas reconocidos internacionalmente como Pablo Picasso, Miró, Tàpies, Chillida, Richard Serra, Esther Ferrer, Teresa Margolles, Santiago Sierra, Regina José Galindo o Concha Jerez y de manera individual a artistas como Abel Azcona. La sede es una antigua fábrica de tabacos habilitada como sala museística y ubicada junto al antiguo convento de La Merced, un conjunto arquitectónico que data del primer cuarto del siglo XIV, sede del Parlamento de La Rioja en la actualidad.

## Historia

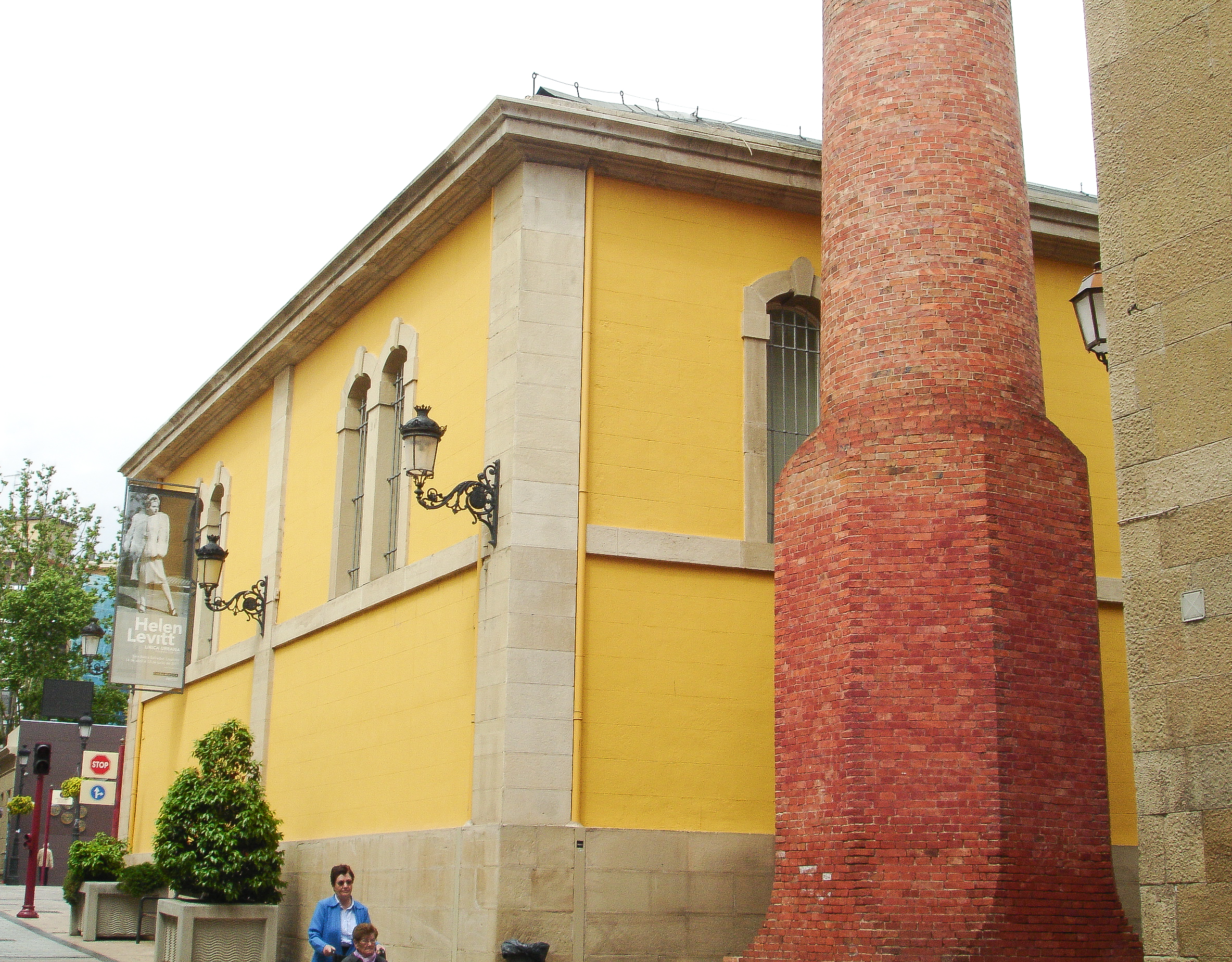
Fachada lateral

Después de numerosas cesiones y remodelaciones, en 1978 comienza la recuperación para la ciudad de un edificio que a lo largo de su historia había albergado usos tan dispares como un convento, un hospital militar, un cuartel, un almacén, una cárcel y una fábrica de tabacos.
La Sala Oeste, fue construida a finales del siglo XIX como almacén de secado de la fábrica de tabacos. Posteriormente, en 1979, se abría una primera fase como espacio cultural interdisciplinar (música, teatro, pintura, escultura, etc.)
El nombre Sala Amós Salvador, se le otorgó en el año 1988, convirtiéndose en un espacio específico y exclusivo para las artes plásticas.

## Exposiciones
Desde su inauguración, la Sala Amós Salvador es un referente para todas aquellas personas interesadas en el Arte Contemporáneo, cada año ofrece una gran oferta de exposiciones temporales de diferentes disciplinas artísticas: pintura, fotografía, escultura, dibujo, videoarte, etc. Además del arte nacional e internacional, el arte riojano y sus nuevos creadores también son un importante protagonista.

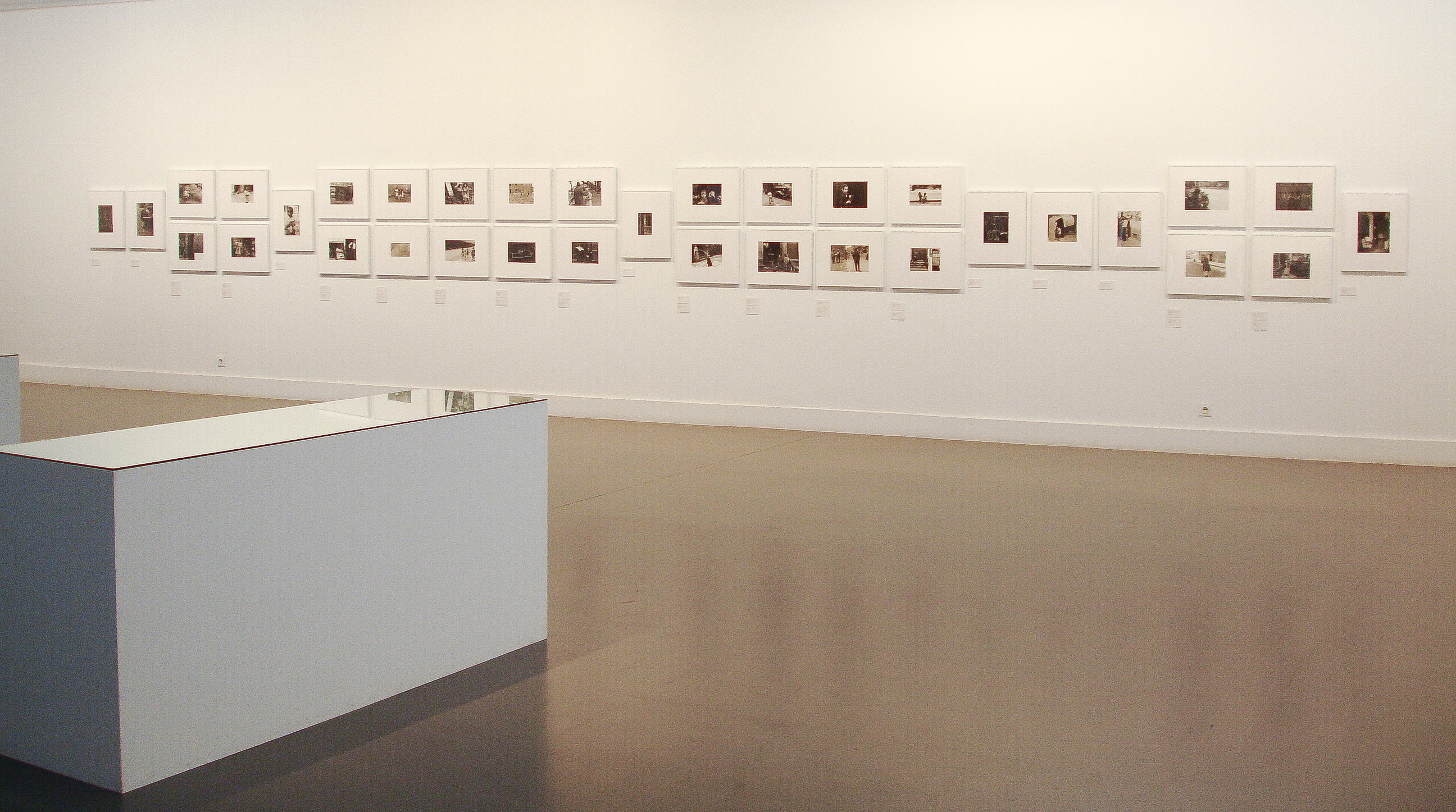
Interior Sala Amos Salvador
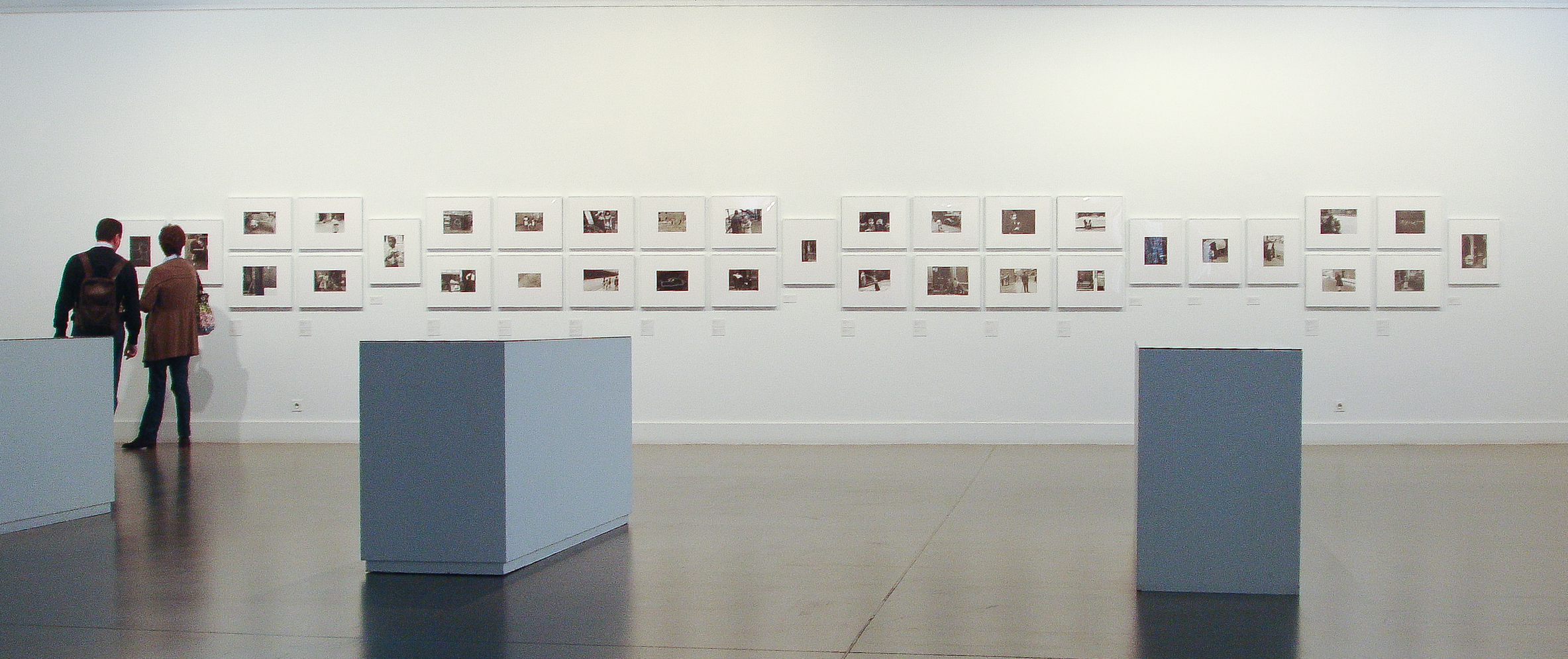
Detalle interior sala
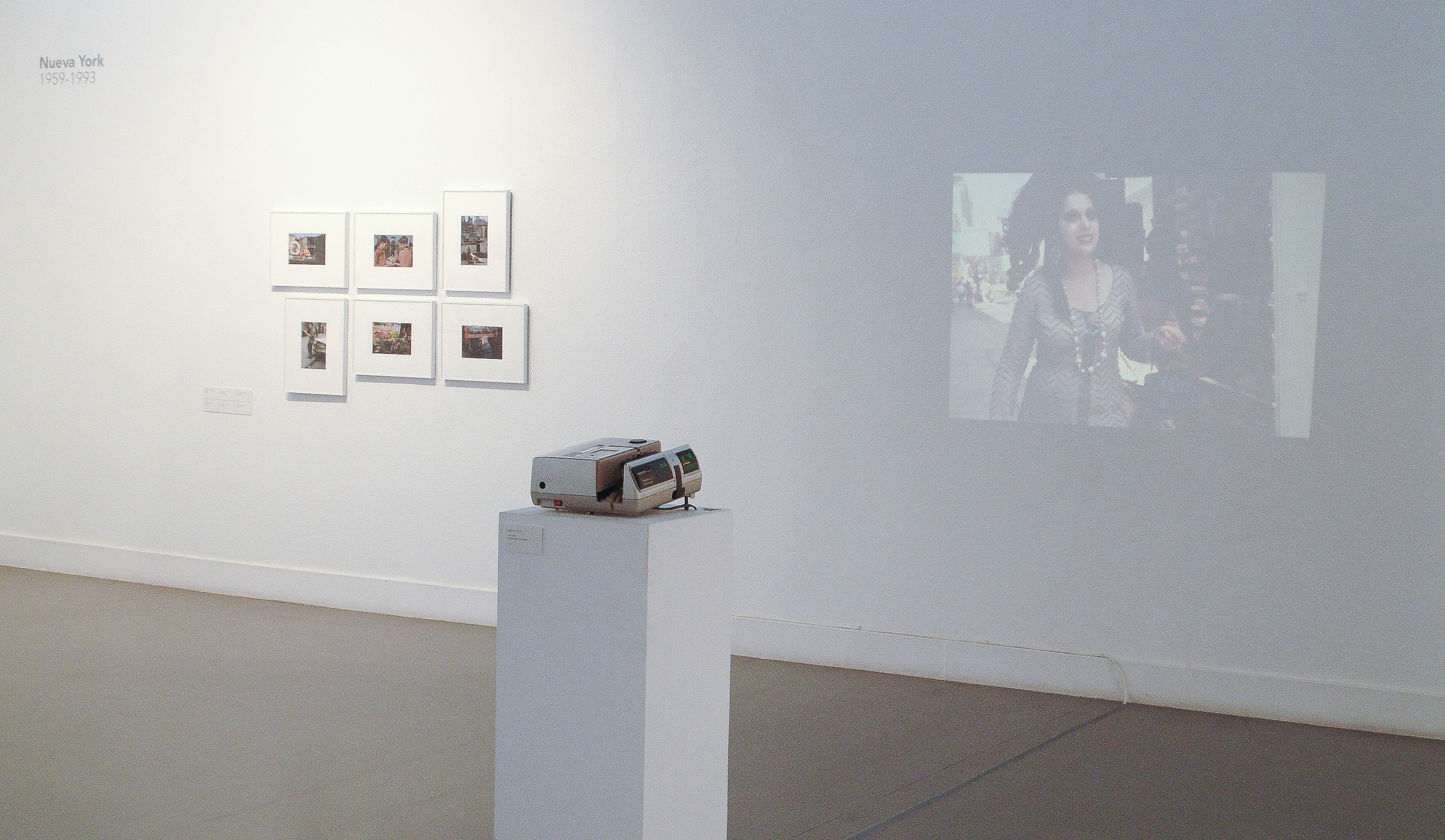
Detalle interior
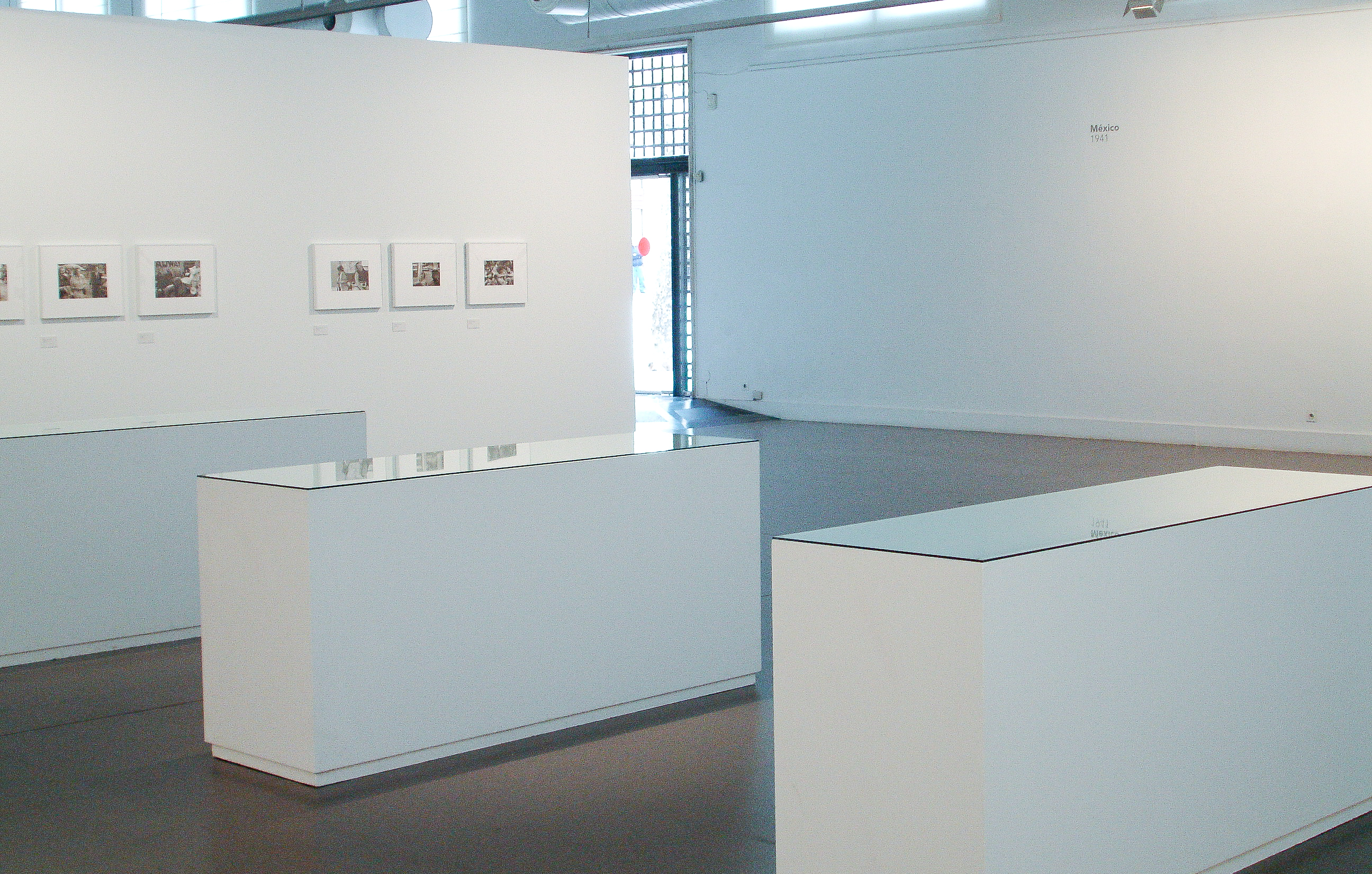
Detalle interior Amos Salvador

## Actividades

### Cultural Rioja
Cultural Rioja, es un programa de difusión cultural creado por el Gobierno de La Rioja y el Ayuntamiento de Logroño. Su objetivo es ofrecer a los centros escolares y a grupos de adultos la posibilidad de realizar visitas guiadas de las exposiciones de forma gratuita.
A través del gabinete pedagógico, se pone a disposición de los profesores una serie de recorridos adaptados a los distintos niveles educativos: educación infantil, primaria y secundaria, bachillerato, universidad, así como grupos de adultos y jóvenes interesados en el arte.
Este recorrido presenta información sobre las obras y los artistas, así como actividades en las que el visitante investiga y aplica los conocimientos propios de su nivel.